# Минчо Банковски
Минчо Иванов Банковски е български офицер (генерал-майор).

## Биография
Минчо Балкански е роден на 9 септември 1875 година в град Габрово. През 1895 г. завършва Военното на Негово Княжеско Височество училище и на 1 септември е произведен в чин подпоручик. Служи в 12-и и 14-и пехотен македонски полк, след което служи в ШЗО, 54-ти, 7-и и 8-и пехотен полк. По-късно е инспектор на пограничната стража. След което служи последователно в 7-и, 5-и и 9-и пехотни полкове. Награждаван е с немски, турски и български ордени за храброст. През 1925 година командва Седми пехотен рилски полк по време на Петричкия инцидент. Уволнен е от служба през 1929 година.

## Семейство
Генерал-майор Минчо Банковски е женен и има 2 деца – майор Иван Банковски и поручик Любомир Банковски.

## Военни звания
- Подпоручик (1 септември 1895)
- Поручик (1900)
- Капитан (1904)
- Майор (14 юли 1913)
- Подполковник (5 октомври 1916)
- Полковник (2 ноември 1919)
- Генерал-майор (3 септември 1928)

## Награди
- Орден „За храброст“ 4-та и 3-та степен
- Германски „Железен кръст“
- Турски полумесец